# Garderenseweg 180
De boerderij aan de Garderensweg 180 is een monumentale pand in de Gelderse plaats Speuld in de gemeente Ermelo.

## Beschrijving

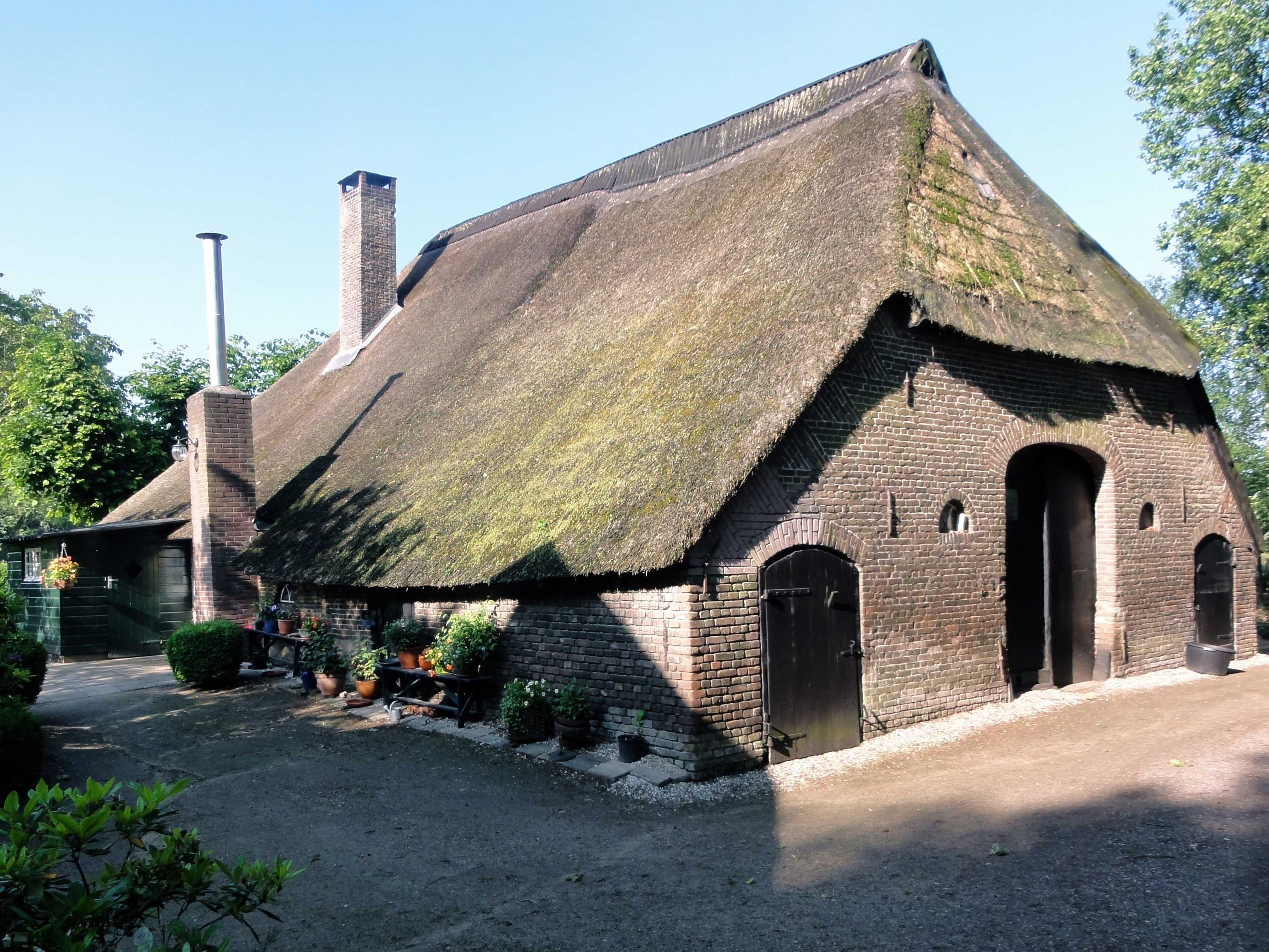
Achterzijde van de boerderij aan de Garderensweg 180 te Speuld

De boerderij is waarschijnlijk in de 18e eeuw gebouwd. Op het erf bevinden zich gave roedenbergen (hooibergen) en wagenschuren. De boerderij heeft een met riet gedekt wolfsdak. De voorzijde is wit gepleisterd en heeft vensters met een kleine roedenverdeling. De vensters en de deur in deze gevel zijn voorzien van geel geverfde kozijnen en groene luiken. In de achtergevel bevindt zich in het midden een grote staldeur, geflankeerd door twee kleinere deuren met tussen de deuren twee halfronde vensters. De achtergevel en zijgevels zijn ongepleisterd.
De boerderij is erkend als een rijksmonument.